# Universidad Federal de Alagoas
La Universidad Federal de Alagoas (UFAL) es una institución federal de enseñanza superior con sede en Maceió. Creada en 1961, cuenta con tres campus: el campus A.C. Simões; el campus Arapiraca, con sedes en Viçosa, Penedo y Palmeira de los Indios; y el campus Sertão, con sede en Delmiro Gouveia y unidad en Santana de Ipanema.
Con más de 26.700 alumnos matriculados en los 114 cursos de Grado, distribuidos en 22 unidades académicas, en la capital, y en los campus de Arapiraca y de Sertão. En la modalidad de posgrado son 13 cursos de especialización, 35 de másteres y 12 de doctorado, y cuenta con 3.700 alumnos aproximadamente.

## Historia

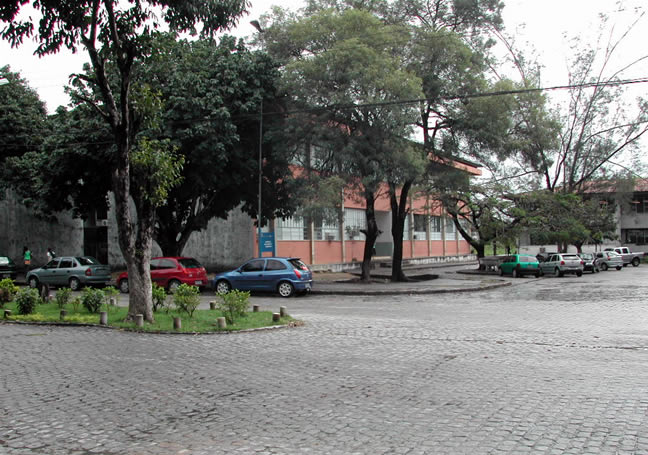
Bloque de Geografía (Campus A.C. Simões)

La Universidad Federal de Alagoas, la mayor institución pública de enseñanza superior del Estado, fue creada el 25 de enero de 1961, por decreto del entonces presidente Juscelino Kubitschek, reuniendo las Facultades de Derecho (1933), Medicina (1951), Filosofía (1952), Economía (1954), Ingeniería (1955) y Odontología (1957).
El nuevo Estatuto de la UFAL, aprobado por la Portaría del MEC nº 4.067, de 29 de diciembre de 2003, estableció los criterios por los que un Centro o Departamento pudiera pasar a ser unidad académica. En enero de 2006, fue homologada al Régimen General, por medio de la Resolución Nº 01/2006 – Consuni/Cepe, que dio origen a una nueva estructura departamental y organizativa. En las elecciones universitarias de 2015, para el cuatrienio 2015-2019, fue elegida la rectora Maria Valéria Costa Correia.
Dentro del Plan de Expansión de las instituciones públicas de enseñanza superior, denominado Expansión e Interiorización, del Gobierno Federal, la UFAL creó, en 2006, el Campus Arapiraca, en el agreste alagoano, que se extiende de su sede, en Arapiraca, por las unidades de Palmeira de los Indios, Penedo y Viçosa. En 2010, fue inaugurado el campus Sertão, con sede en Delmiro Gouveia y la unidad de Santana del Ipanema.

### Misión
La UFAL tiene por misión producir, multiplicar y volver a crear el saber colectivo en todas las áreas del conocimiento de forma comprometida con la ética, la justicia social, el desarrollo humano y el bien común. Su objetivo es hacerse referencia nacional en las actividades de enseñanza, investigación y extensión, afirmándose como soporte de excelencia para las demandas de la sociedad.

## Estructura administrativa y Unidades académicas
| Estructura administrativa - Reitoria: Maria Valéria Costa Correa - Vice-Reitoria: José Vieira de la Cruz - ASCOM - Asesoría comunicacional - Consejos COC - Coordenadoria de los Órganos Colegiados CONSUNI - Consejo Universitario CEPE - Consejo de Enseñanza, Investigación y Extensión CURA - Consejo de Curadores - Pro-Reitorias PROGINST - Pro-Reitoria de Planificación y Gestión Institucional PROPEP - Pro-Reitoria de Polvos-Graduação e Investigación PROEST - Pro-Reitoria Estudantil PROGRAD - Pro-Reitoria de Graduação PROGEP - Pro-Reitoria de Gestión de Personas y del Trabajo PROEX - Pro-Reitoria de Extensión - AG - Auditoría-General - PP - Procuraduría General - CPPTA - Comisión Permanente de Personal Técnico Administrativo - CPPD - Comisión Permanente de Personal Docente - DRH - Departamento de Recursos Humanos - DCF - Departamento de Contabilidad y Finanzas - SINFRA - Superintendência de Infraestructura - DRCA - Departamento de Registro y Control Académico - PU - Ayuntamiento Universitario - Núcleos Temáticos NPD - Núcleo de Procesamiento de Datos NDI - Núcleo de Desarrollo Infantil NEAB - Núcleo de Estudios Afro-Brasileños NEPEAL - Núcleo de Estudios, Investigación, Extensión sobre Alfabetização NEDER - Núcleo de Extensión y Desarrollo Regional NIES - Núcleo de Informática en la Enseñanza Superior NUSP - Núcleo de Salud Pública NPT - Núcleo de Investigaciones Tecnológicas - BC - Biblioteca Céntrica - BIOCEN - Biotério Céntrico - Editora Universitaria - Hospital Universitario - LABMAR - Laboratorios Integrados de Ciencias del Mar y Naturales - MHN - Museo de Historia Natural - MTB - Museo de Antropología y Folclore Théo Brandão - Fábrica Ciencia | Unidades académicas - ESENFAR - Escuela de Enfermería y Farmacia - QUIEBRA - Facultad de Letras - ICS - Instituto de Ciencias Sociales - IC - Instituto de Computación - IF - Instituto de Física - ICAT - Instituto de Ciencias Atmosféricas - IM - Instituto de Matemática - IQB - Instituto de Química y Biotecnología - CTEC - Centro de Tecnología - FOUFAL - Facultad de Odontología - FAU - Facultad de Arquitectura y Urbanismo - FEAC - Facultad de Economía, Administración y Contabilidad - FANUT - Facultad de Nutrición - FSSO - Facultad de Servicio Social - FAMED - Facultad de Medicina - CECA - Centro de Ciencias Agrarias - CEDU - Centro de Educación - FDA - Facultad de Derecho de Alagoas - ICBS - Instituto de Ciencias Biológicas y de la Salud - IGDEMA - Instituto de Geografía, Desarrollo y Medio ambiente - ICHCA - Instituto de las Ciencias Humanas, Comunicación y Artes - IP - Instituto de Psicología |

## Enseñanza
Son más de 30.000 alumnos matriculados en los 114 cursos de grado, distribuidos en 22 unidades académicas, en la capital, y en los campus de Arapiraca y Sertão. Además de más de 1600 docentes y 1800 técnicos.
Otra actividad de relevancia para la sociedad es el curso de grado de Pedagogía a distancia, con presencia en seis zonas y 26 municipios alagoanos, capacitando profesorado de enseñanza general, conforme a la ley de Directrices y Bases (LDB). Fue la primera institución de enseñanza superior en el Nordeste acreditada por el Ministerio de Educación (MEC), para ofertar un curso de esa modalidad, concretizándose así como una perspectiva renovadora y comprometida con la transformación de la realidad.
En 2006, la UFAL se adhirió al programa Universidad Abierta de Brasil ofertando el curso de Administración en la modalidad a distancia y en 2006 pasaron a ser ofertados tres cursos más: Sistema de Información, licenciatura en Física y Pedagogía.
Otra acción en pleno funcionamiento, destinada al segmento estudiantil, es el programa institucional de Bolsas de Iniciación Científica (Pibic/CNPq) y el programa de Enseñanza y Entrenamiento (PET), que busca estimular al alumnado para la investigación científica y para la carrera académica. Para la consecución de los objetivos generales de la institución, las acciones prioritarias relacionadas con la enseñanza de Grado son: priorizar el proceso de enseñanza de Grados en la UFAL; expandir la oferta de vacantes y dar condiciones de permanencia a los discentes, sin comprometer la calidad de la graduación; perfeccionar el sistema de ingreso y retención de alumnos, ampliando la integración con la red pública de enseñanza media; implantar una política de educación para el alumnado con necesidades especiales; ampliar el proceso de enseñanza de grado a distancia en la UFAL y fomentar las prácticas multimedia, con teleconferencia e interacción didáctica. Para la enseñanza de Posgrado: buscar mecanismos de apoyo a los programas de posgrado stricto sensu, objetivando mejoría en los conceptos atribuidos por el Capes; estimular la creación de nuevos cursos de posgraduación stricto sensu y fomentar la creación y la ampliación de programas de posgrado amplio sensu.

### Grado

#### Campus A.C. Simões - Maceió
| Ciencias Agrarias Centro de Ciencias Agrarias - CECA - Agroecología - Agronomía - Ingeniería de Agrimensura - Ingeniería de Energías Renovables - Ingeniería Forestal - Zootecnia Ciencias Biológicas Instituto de Ciencias Biológicas y de la Salud - ICBS - Ciencias Biológicas Bacharelado Ciencias de la Salud Centro de Educación - CEDU - Educación Física Bacharelado - Educación Física Licenciatura Escuela de Enfermería y Farmacia - ESENFAR - Enfermería - Farmacia Facultad de Medicina - FAMED - Medicina Facultad de Nutrición - FANUT - Nutrición Facultad de Odontologia - FOUFAL - Odontología | Ciencias Exactas y de la Tierra Instituto de Ciencias Atmosféricas - ICAT - Meteorología Instituto de Computación - IC - Ciencia de la Computación - Sistemas de Información Instituto de Física - IF - Física Bacharelado - Física Licenciatura Instituto de Geografía, Desarrollo y Medio ambiente - IGDEMA - Geografía Bacharelado - Geografía Licenciatura Instituto de Matemática - IM - Matemática Bacharelado - Matemática Licenciatura Instituto de Química y Biotecnología - IQB - Química Bacharelado - Química Licenciatura - Química Tecnológica e Industrial Ingenierías Instituto de Computación - IC - Ingeniería de Computación Centro de Tecnología - CTEC - Ingeniería Ambiental - Ingeniería Civil - Ingeniería de Petróleo - Ingeniería Química | Ciencias Humanas Centro de Educación - CEDU - Pedagogía Instituto de Ciencias Humanas, Comunicación y Artes - ICHCA - Filosofía - Historia Instituto de Psicología - IP - Psicología Ciencias Sociales Aplicadas Facultad de Arquitetura y Urbanismo - FAU - Arquitectura y Urbanismo - Design Facultad de Derecho de Alagoas - FDA - Derecho Facultad de Economía, Administración y Contabilidad - FEAC - Economía - Administración - Contabilidad Facultad de Servicio Social - FSS - Servicio Social Instituto de Ciencias Humanas, Comunicación y Artes - ICHCA - Biblioteconomía - Periodismo - Relaciones Públicas Instituto de Ciencias Sociales - ICS - Ciencias Sociales Bacharelado - Ciencias Sociales Licenciatura Lingüística, Letras y Artes Facultad de Letras - QUIEBRA - Lic. en Letras - Español - Lic. en Letras - Francés - Lic. en Letras - Inglés - Lic. en Letras - LIBRAS - Lic. en Letras - Portugués Instituto de Ciencias Humanas, Comunicación y Artes - ICHCA - Música - Teatro |

#### Campus Arapiraca
| Ciencias Biológicas y de la Salud Arapiraca - Educación Física Licenciatura - Enfermería - Medicina Ciencias Agrarias Arapiraca - Agronomía - Zootecnia Viçosa - Medicina Veterinaria | Ciencias Exactas y de la Tierra Arapiraca - Ciencia de la Computación - Física Licenciatura - Matemática Licenciatura - Química Licenciatura Penedo - Ingeniería de Pesca | Ciencias Humanas y Sociales Arapiraca - Administración - Arquitectura y Urbanismo - Administración Pública - Letras Licenciatura - Pedagogía Licenciatura Palmeira de los Indios - Servicio Social - Psicología Penedo - Turismologia |

#### Campus Sertão
| Ciencias Exactas y de la Tierra Delmiro Gouveia - Ingeniería Civil - Ingeniería de Producción | Ciencias Humanas y Sociales Delmiro Gouveia - Historia Licenciatura - Licenciatura en Letras - Pedagogía Licenciatura Santana del Ipanema - Ciencias Contables - Ciencias Económicas - Geografía Licenciatura |

### Posgrado
En la modalidad de posgrado, la universidad oferta 13 cursos de especialización, 35 de másteres y 12 de doctorado, cursos que cuentan con más de 3.700 alumnos.